# Екологічний інжиніринг
Екологічний інжиніринг (екоінжинірінг) — здійснюваний в певних організаційних та правових формах комплекс цілеспрямованих дій, що має результатом створення нових виробничих потужностей в цілях мінімізації збитку у сфері охорони довкілля та використання природних ресурсів, що характеризується обов'язковою участю держави та наявністю спеціальних суб'єктів: організації-забруднювачі довкілля (замовник) та спеціалізовані інжинірингові організації, які виконують проектування, виготовлення та поставку технічних систем для її охорони (виконавець).
Екологічний інжиніринг дозволяє реалізувати ідею сталого розвитку будь-якого промислового підприємства, здатну одночасно скорочувати шкідливий вплив на довкілля і підвищувати ефективність технологічних процесів.
Сучасні темпи розвитку світової промисловості, глобалізація економіки, а також негативний вплив життєдіяльності людини на довкілля змусили переоцінити результати необхідного технологічного зростання і по-новому поглянути на процес впровадження промислових технологій. Сьогодні основним міжнародним трендом є орієнтація на застосування не тільки ефективних, але і екологічно безпечних рішень. У цьому зв'язку на перший план виходить дотримання в роботі принципу екологічного інжинірингу, заснованого на пошуку максимально надійних рішень, скорочення енергоємності виробництва і зниження шкідливого впливу на довкілля.
Незважаючи на активний розвиток екологічного інжинірингу як самостійного сегменту ринку, стійке поняття для цієї діяльності поки що не розроблено.

## Ресурси Інтернету
- Об экологическом инжиниринге и перспективах его развития(рос.)
- What is "ecological engineering"? Webtext, Ecological Engineering Group, 2007.
- Ecological Engineering Student Society [Архівовано 19 липня 2013 у Wayback Machine.] Website, EESS, Oregon State University, 2011.
- Ecological Engineering webtext by Howard T.Odum Center for Wetlands at the University of Florida, 2007.

Організації
- American Ecological Engineering Society [Архівовано 8 серпня 2007 у Wayback Machine.], homepage.
- Ecological Engineering Student Society [Архівовано 19 липня 2013 у Wayback Machine.] Website, EESS, Oregon State University, 2011.
- American Society of Professional Wetland Engineers, homepage, wiki.
- Ecological Engineering Group [Архівовано 3 липня 2013 у Wayback Machine.], homepage.
- International Ecological Engineering Society [Архівовано 27 квітня 2018 у Wayback Machine.] homepage.

Наукові журнали
- Ecological Engineering [Архівовано 20 серпня 2011 у Wayback Machine.] since 1992, with a general description of the field.
- Landscape and Ecological Engineering [Архівовано 3 лютого 2013 у Archive.is] since 2005.